# Tramway touristique de l'Aisne
Le Tramway Touristique de l'Aisne (TTA) est un des plus anciens chemins de fer touristiques qui exploitait, entre 1966 et 2020, une section d'une ligne vicinale rurale désaffectée située en pleine nature dans la Province de Luxembourg, en Belgique, entre Érezée (Pont d'Érezée) et Lamorménil. Cette ligne suit sur une partie de son tracé la vallée de l'Aisne. L'exploitation touristique a repris fin juillet 2023, après avoir été rendue impossible en juillet 2021 à cause de dégâts à la voie provoqués par des inondations et alors que l'attraction était déjà fermée pour cause de covid-19.

## Histoire

### Genèse
L'association sans but lucratif (asbl) Tramway Touristique de l'Aisne (TTA) est fondée le 18 septembre 1964 par des membres de l'asbl Association pour le Musée du Tramway (Amutra) qui gère depuis 1961 dans l'ancienne gare vicinale de Schepdaal le musée des chemins de fer vicinaux, réseau secondaire belge principalement à voie métrique exploité par la Société nationale des chemins de fer vicinaux (SNCV). Le but recherché était de faire circuler du matériel ferré vicinal préservé à une époque où ne subsistaient déjà plus que quelques réseaux ou lignes de tramways électriques suburbains ou interlocaux de la SNCV. Lors de la recherche d'une section de ligne exploitable, par des bénévoles, à des fins muséologiques et touristiques, la rencontre avec le bourgmestre de Dochamps fut décisive. Ce dernier envisageait en effet pour sa part de conserver une section de la ligne vicinale Melreux - Manhay - Comblain-la-Tour dans le but de la mise en valeur touristique de la commune...
Les négociations avec la SNCV débouchent le  1er avril 1965 sur un contrat par lequel la société nationale cède le droit d'exploitation de la section de 11,2 km Pont d'Érezée - Lamorménil à l'asbl TTA, tous les frais de remise en état et d'entretien étant à charge de cette dernière.

### Exploitation de la ligne entre Pont d'Erezée et Forge-à-la-Plez
Lorsque l'asbl TTA reçoit en 1965 le droit d'exploiter la section de ligne entre Pont d'Erezée et Lamorménil, la ligne Melreux - Manhay était déjà désaffectée depuis fin 1959. Les principales installations vicinales étaient situées à Melreux et à Manhay tandis qu'à Pont d'Erezée le château d'eau et l'abri adossé avaient été démolis, aucune construction n'équipait la section à remettre en service. De plus, trois cents mètres de voie avaient déjà été démontés au-delà de Dochamps...
L'année 1965 voit le début de la remise en état de la ligne avec le débroussaillage des voies et le remplacement des plus mauvaises traverses. Deux wagons, une voiture et un autorail hors service (AR 133) arrivent sur la ligne et sont garés en plein air sur les voies d'évitement de Blier.
En 1966, l'autorail, entretemps réparé par l'atelier SNCV de Cureghem, permet d'accélérer la remise en état de la ligne. L'exploitation touristique débute le 25 juin sur les six kilomètres du tronçon Pont d'Erezée - Forge-à-la-Plez. La voie vers Dochamps peut être parcourue encore cette même année mais sans possibilité de manœuvre à son extrémité, les voies étant en outre démontées sur 300 mètres isolant la section Dochamps - Lamorménil.
En 1967, une remise à quatre voies en pierres du pays est construite à Blier et un modeste pavillon d'accueil en bois est érigé à Pont d'Erezée. Du matériel roulant supplémentaire est acquis, dont une locomotive à vapeur (La Scarpe) typique des chemins de fer départementaux français et une locomotive à vapeur vicinale de type 18 (HL 1076).
En 1968, la traction à vapeur est mise en service.
En 1970, une signalisation lumineuse de type vicinal est mise en service entre le terminus de Pont d'Erezée et le dépôt de Blier.
En 1971, une seconde locomotive vicinale de Type 18 (HL 1075) est acquise.
En 1973, la locomotive à vapeur La Scarpe est mise en service.
En 1975, la traction électrique est mise en service au moyen d'une rame composée de deux anciennes motrices des tramways urbains verviétois encadrant un fourgon avec groupe électrogène. C'est la première, et éphémère, circulation d'un tramway électrique dans la Province du Luxembourg.
En 1976, une tempête détruit la signalisation lumineuse.
En 1978, le TTA acquiert et restaure la voiture royale des Ardennes (A 165).
En 1985, à l'occasion du centenaire de la SNCV, la deuxième locomotive à vapeur vicinale de type 18 (HL 1075) est mise en service.
En 1989, le vieillissement des chaudières entraîne la mise hors service des locomotives à vapeur.

### Extension vers Dochamps
En 1992, la section entre Forge-à-la-Plez et Dochamps est remise en état.
En 1994, les 300 mètres de voies manquantes entre Dochamps et la section vers Lamorménil sont reposés. La ligne est parcourable jusqu'au pont sur la Lue.
En 2005, une gare moderne est inaugurée à Pont d'Erezée. Elle comporte un accueil, un local pour le syndicat d'initiative local, une cafétéria et des sanitaires tandis qu'un vaste espace d'exposition occupe tout le premier étage.
En 2006, un évitement est construit à Dochamps et permet une exploitation avec du matériel remorqué entre Forge-à-la-Plez et Dochamps. La longueur de ligne parcourable est de 9,4 km et la remise en état du tronçon restant de 1,8 km permettrait d'atteindre l'extrémité de la ligne à Lamorménil.
En 2009, le tableau horaire ne prévoit que des circulations entre Pont d'Erezée et Forge-à-la-Plez comme en pratique l'année précédente.

### Extension vers Lamorménil

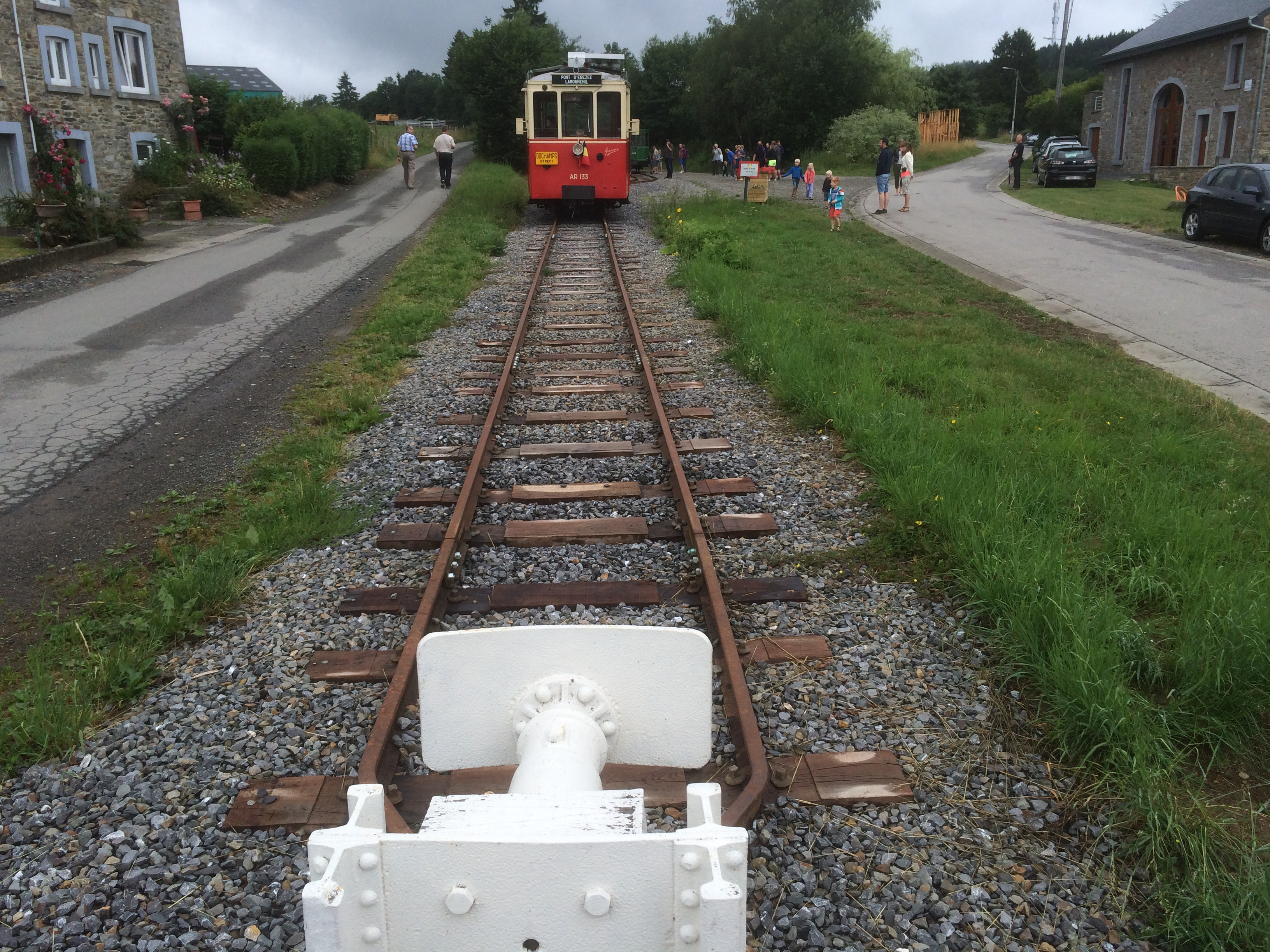
Terminus de Lamorménil

En septembre 2013, des travaux de débroussaillage de la plate-forme débutent entre Dochamps et Lamorménil.
En 2014, la rénovation de la voie entre Dochamps et Lamorménil est réalisée avec un budget total de 873 000 euros. Ces travaux, réalisés par la société SOCOFER/SOTRALUX, bénéficient du soutien financier de la région wallonne, de la province de Luxembourg et des communes d'Érezée et de Manhay. Il s'agit de la reconstruction du pont sur la Lue, avec pose d'un nouveau radier en béton, de la réfection des voies existantes entre Forge-à-la-Plez et Dochamps (section non exploitée depuis 2008) et la reconstruction totale de la voie entre Dochamps et Lamorménil (section où aucun tramway n'avait circulé depuis 1959).

### Interruption des circulations
En 2020, les mesures de confinement liées à la crise du COVID 19 induisent la suspension de toute circulation. 
Mi-juillet 2021, une crue exceptionnelle de l'Aisne provoque des inondations qui rendent certains tronçons inutilisables. 
Les bénévoles de l'association, à bout de souffle, ne parviennent pas à dégager un scénario de reprise de l'activité. 
En mai 2022, à l'occasion de l'inauguration d'une extension des infrastructures d'accueil d'Erezée, les autorités locales indiquent que l'association assurant l'exploitation de la ligne va être réorganisée afin d'y donner une place plus importante aux autorités des deux communes concernées . Quelques circulations ont lieu à la fin de l'été 2022, mais le redémarrage réel ne survient qu'en juillet 2023, à raison de deux jours/semaine (mardi et dimanche, à raison de 3 trajets dont seul le dernier dépasse Forge à La Plez) durant l'été.

## Parcours
|  |  |   |  |  | Stations        | Lat/Long                    | Communes desservies |
|  |  | - |  |  | --------------- | --------------------------- | ------------------- |
|  |  | • |  |  | Pont d'Érezée   | 50° 17′ 19″ N, 5° 32′ 55″ E | Érezée              |
|  |  | • |  |  | Blier           | 50° 16′ 50″ N, 5° 32′ 55″ E | Érezée              |
|  |  | • |  |  | Amonines        | 50° 16′ 06″ N, 5° 33′ 41″ E | Érezée              |
|  |  | • |  |  | Forge-à-la-Plez | 50° 15′ 18″ N, 5° 35′ 50″ E | Manhay              |
|  |  | • |  |  | Dochamps        | 50° 14′ 27″ N, 5° 37′ 40″ E | Manhay              |
|  |  | • |  |  | Lamorménil      | 50° 14′ 59″ N, 5° 38′ 23″ E | Manhay              |

## Exploitation
Entre 2008 et 2014, la ligne n'est exploitée avec des passagers que sur 6 km entre Pont-d'Érezée et Forge-à-la-Plez. Des trains de service circulent jusqu'à Dochamps.
Depuis le 5 avril 2015, le tramway touristique de l’Aisne relie le Pont d’Érezée à Lamorménil soit un trajet de 11,2 km.

## Les collections
Les listes suivantes ne sont pas exhaustives et devront être complétées ou actualisées au fil du temps (dernière actualisation en août 2024) :

### Locomotives à vapeur
| Matricule    | Constructeur et date           | Informations techniques | État actuel | Photo |
| ------------ | ------------------------------ | --- | --- | ----- |
| SNCV HL.1000 | J. J. Gilain (Tirlemont), 1915 | - Locomotive à vapeur Vicinal de type 18 (030T) à voie métrique. - 6,4 m, 18 t (22 t en ordre de marche), vitesse maximum : 30 km/h. - Timbre chaudière : 12,4 kg/cm². - Capacité de la soute à charbon : 520 kg. - Capacité de la soute à eau : 2 000 L (2 m3). | Actuellement prêtée et exposée (hors service) au musée Vlaams Tram- en Autobusmuseum d'Anvers.                  |       |
| SNCV HL.1075 | Grand-Hornu (Mons), 1920       | - Locomotive à vapeur Vicinal de type 18 (030T) à voie métrique. - 6,4 m, 18 t (22 t en ordre de marche), vitesse maximum : 30 km/h. - Timbre chaudière : 12,4 kg/cm². - Capacité de la soute à charbon : 520 kg. - Capacité de la soute à eau : 2 000 L (2 m3). | Exposée (hors service) dans un nouveau bâtiment couvert depuis 2023.                                            |       |
| SNCV HL.1076 | Grand-Hornu (Mons), 1920       | - Locomotive à vapeur Vicinal de type 18 (030T) à voie métrique. - Ex-sucrerie de Wavre. - 6,4 m, 18 t (22 t en ordre de marche), vitesse maximum : 30 km/h. - Timbre chaudière : 12,4 kg/cm². - Capacité de la soute à charbon : 520 kg. - Capacité de la soute à eau : 2 000 L (2 m3). - Racheté par l'asbl en 1967. - Elle fut restaurée (cosmétiquement uniquement) par le CFV3V. - Surnoms : Elise | Exposée au Musée des transports en commun de Wallonie (Liège) depuis 2021 (hors service et n'a plus de roues).  |       |
| La Scarpe    | Corpet-Louvet, 1907            | - Locomotive à vapeur de type 030T à voie métrique. - 6,75 m, 16,7 t (20,4 t en ordre de marche), vitesse maximum : inconnue. - Timbre chaudière : 12,5 kg/cm². - Capacité de la soute à charbon : 800 kg. - Capacité de la soute à eau : 2 000 L (2 m3). | Vendue au Chemin de fer de la baie de Somme (France) en 2015 (hors service, en cours de restauration complète). |       |

### Autorails diesel
| Matricule | Type     | Constructeur et date                       | Informations techniques | État actuel                                                                  | Photo |
| --------- | -------- | ------------------------------------------ | --- | ---------------------------------------------------------------------------- | ----- |
| ART.50    | Autorail | SNCV Cureghem, 1934                        | - 00 m, 00 t, vitesse maximum : 00 km/h. - Capacité de réservoir à gazole : 0 000 L (0 m3). - Ex-sablières de Mol. - Loué à l'ASVI en 2010, revenu depuis lors. | Hors service                                                                 |       |
| ART.69    | Autorail | Nicaise et Delcuve (La Louvière), 1934     | - 00 m, 00 t, vitesse maximum : 00 km/h. - Capacité de réservoir à gazole : 0 000 L (0 m3). - Ex-sablières de Mol.                                              | Hors service                                                                 |       |
| AR.93     | Autorail | SNCV Leuven, 1933                          | - 00 m, 00 t, vitesse maximum : 00 km/h. - Capacité de réservoir à gazole : 0 000 L (0 m3). - Provient du Brabant.                                              | Exposé (hors service) au Musée des transports en commun de Wallonie (Liège). |       |
| ART.123   | Autorail | SNCV Leuven, 1934                          | - 00 m, 00 t, vitesse maximum : 00 km/h. - Capacité de réservoir à gazole : 0 000 L (0 m3). - Semi-tracteur (15 t), provient des Ardennes.                      | Hors service (en cours de restauration à l'atelier).                         |       |
| AR.133    | Autorail | Baume & Marpent (Haine-Saint-Pierre), 1935 | - 00 m, 00 t, vitesse maximum : 00 km/h. - Capacité de réservoir à gazole : 0 000 L (0 m3). - Provient des Ardennes. - Surnom : François                        | Opérationnel                                                                 |       |

### Voitures à voyageurs et fourgons
| Matricule | Type                                                | Constructeur et date                       | Informations techniques | État actuel    | Photo |
| --------- | --------------------------------------------------- | ------------------------------------------ | ----------------------- | -------------- | ----- |
| A.8944    | Baladeuse à deux essieux.                           | CCC, 1916                                  |                         | Opérationnelle |       |
| A.1208    | Voiture du service vapeur à deux essieux.           | Ateliers de Tyberchamps (Godarville), 1907 |                         | Opérationnelle |       |
| A.2402    | Fourgon du service vapeur à deux essieux.           | Constructeur et date inconnue              |                         | Opérationnelle |       |
| A.2355    | Fourgon du service vapeur à deux essieux.           | Constructeur et date inconnue              |                         | Opérationnelle |       |
| A.165     | Remorque "Royale" du service vapeur à deux essieux. | Constructeur et date inconnue              |                         | Opérationnelle |       |
| A.1344    | Remorque "Royale" (Panoramique) à deux essieux.     | Constructeur et date inconnue              |                         | Opérationnelle |       |

### Wagons de marchandises
| Matricule | Type                        | Constructeur et date          | Informations techniques | État actuel  | Photo |
| --------- | --------------------------- | ----------------------------- | ----------------------- | ------------ | ----- |
| A.18230   | Wagon fermé à deux essieux. | Constructeur et date inconnue |                         | Opérationnel |       |